# Harbottle Castle
Harbottle Castle er ruinerne af en middelalderborg, der ligger vest for landsbyen Harbottle i Northumberland, England, omkrng 14 km nordvest for Rothbury, med udsigt til floden Coquet.
Man mener at højen, hvor keepet står blev brugt af de oprindelige britere, og at anglerne havde en fæstning der, som blev ejet af Mildred, søn Ackman. Den nuværende borg blev opført omkring år 1160 af Umfraville-familien på anmodning af kong Henrik 2. på land som de var blevet givet efter den normanniske erobring af England, sandsynligvis som forsvar mod skotterne.
Allerede i 1174 blev den nyopførte borg erobret af skotterne, der genopførte den endnu stærkere end før. I 1296 blev den belejret af Robert de Ros, men belejringen holdt med John Balliols støtte. I 1310'erne erobrede Robert Bruce borgen. Den blev renoveret i 1336, men var atter en ruin i 1351. Den blev repareret i slutningen af 1400-tallet, og omkring 1436 overgik borgen til Tailleboy-familien. I lang tid var den residensslot for Warden of the Middle Marches og brugt som fængsel. I 1715 blev den beskrevet som ruin.
Det er et Scheduled Ancient Monument og en listed building af første grad.